# Station Content
Station Content er en amerikansk stumfilm fra 1918 af Arthur Hoyt.

## Medvirkende
- Gloria Swanson - Kitty Manning
- Lee Hill - Jim Manning
- Arthur Millett - Stephen Morton
- Nellie Allen
- Ward Caulfield